# Spoorlijn 161B
Spoorlijn 161B was een Belgische spoorlijn en een aftakking van de spoorlijn 161 tussen Brussel en Namen naar de hippodroom van Groenendaal.

## Geschiedenis
De lijn was 1,4 km lang en werd op 3 juli 1892 geopend. De lijn werd enkel voor speciale treinen ter gelegenheid van de paardenwedrennen op de hippodroom van Groenendaal gebruikt. In 1978 werd de lijn opgebroken.

## Aansluitingen
In de volgende plaats was er een aansluiting op de volgende spoorlijn:
Y Groenendaal
Spoorlijn 161 tussen Schaarbeek en Namen